# Yorkend Lake
Yorkend Lake är en sjö i Kanada.   Den ligger i countyt Haliburton County och provinsen Ontario, i den sydöstra delen av landet, 210 km väster om huvudstaden Ottawa. Yorkend Lake ligger 494 meter över havet.
I omgivningarna runt Yorkend Lake växer i huvudsak blandskog. Runt Yorkend Lake är det mycket glesbefolkat, med 3 invånare per kvadratkilometer.